# Ромас, Прокофий Митрофанович
Проко́фий Митрофа́нович Ро́мас (5 августа 1918, Чкаловское, Иманский уезд, Приморская область, РСФСР — 4 августа 2005, Киев, Украина) — советский артиллерист, полковник Советской армии, участник Великой Отечественной войны. Герой Советского Союза (1944).

## Биография
Родился в селе Зеньковка, ныне село Чкаловское Спасского района Приморского края, в крестьянской семье. Русский. Окончил гидромеханический техникум во Владивостоке. Работал судомехаником в Дальневосточном морском пароходстве.
В РККА с 1939 года, был призван Фрунзенским райвоенкоматом города Владивостока. В 1941 году окончил Рязанское артиллерийское училище. Участник Великой Отечественной войны с декабря 1941 года. Воевал на Западном, Юго-Западном и 1-м Украинском фронтах. В 1942 году вступил в ВКП(б).
30 июля 1944 года дивизион 917-го артиллерийского полка под командованием капитана Ромаса под сильным огнём противника форсировал вместе с пехотой Вислу в районе населённого пункта Лонжак юго-западнее Сандомира, участвовал в отражении многочисленных контратак противника на захваченном плацдарме, обеспечивая переправу других частей дивизии.
Указом Президиума Верховного Совета СССР от 23 сентября 1944 года за мужество и героизм, проявленные при форсировании Вислы и удержании плацдарма на её западном берегу капитану Прокофию Митрофановичу Ромасу было присвоено звание Героя Советского Союза.
После окончания войны продолжил службу в ВС СССР. В 1946 году окончил высшую артиллерийскую штабную школу, а в 1956 году — Центральные артиллерийские курсы усовершенствования офицерского состава.
В 1968 году Ромас ушёл в запас в звании полковника. Работал в Центральном статистическом управлении Украинской ССР. Жил в Киеве.
Умер 4 августа 2005 года. Похоронен в Киеве на Совском кладбище.

## Награды
- Медаль «Золотая Звезда» № 4598;
- орден Ленина;
- орден Красного Знамени (07.04.1945)[2];
- орден Александра Невского (02.03.1945);
- два ордена Отечественной войны I степени (14.01.1944; 11.03.1985);
- два Ордена Отечественной войны II степени (27.10.1943; 25.05.1944);
- два Ордена Красной Звезды (12.09.1942; …);
- другие награды.